# لوکاس امبروجیو
لوکاس امبروجیو (انگلیسی: Lucas Ambrogio؛ زادهٔ ۱۴ ژوئیهٔ ۱۹۹۹) بازیکن فوتبال اهل آرژانتین است.
از باشگاه‌هایی که در آن بازی کرده‌است می‌توان به باشگاه فوتبال آرژانتینوس جونیورز اشاره کرد.